# جويل آدمسون
جويل آدمسون (بالإنجليزية: Joel Adamson)‏ هو لاعب كرة قاعدة أمريكي، ولد في 2 يوليو 1971 في لاكيووود في الولايات المتحدة.

## وصلات خارجية
- جويل آدمسون على موقعبيزبول رفرنس.كوم (الدوري الرئيسي) (الإنجليزية)
- جويل آدمسون على موقعبيزبول رفرنس.كوم (الدوري الثانوي) (الإنجليزية)
- جويل آدمسون على موقع مشجعي الرسوم البيانية (الإنجليزية)